# Skodsbøl
Skodsbøl (dt. Schottsbüll) ist ein Ort in der süddänischen Sønderborg Kommune mit ca. 200 Einwohnern. Der kleine Ort liegt unmittelbar nordwestlich von Broager auf der Halbinsel Broager Land und ist nur etwa 1,5 Kilometer vom Zentrum Broagers entfernt. Er liegt im Broager Sogn, Sønderborg befindet sich 12 Kilometer östlich.

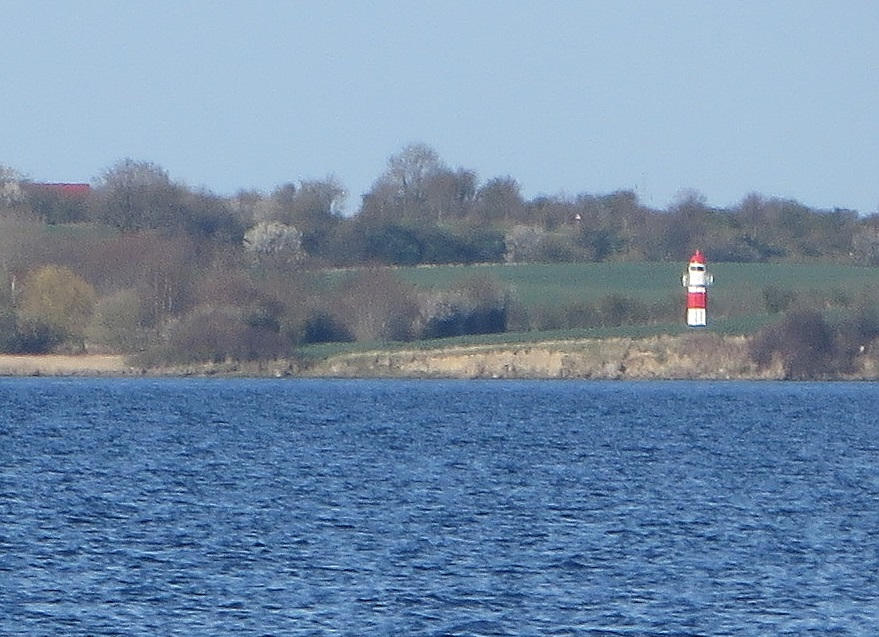
Blick von Holnis aus auf Skodsbøl Fyr

## Sehenswürdigkeiten
Der Leuchtturm Skodsbøl Fyr befindet sich südlich des Ortes an der Flensburger Förde. Zudem gibt es im Ort einen Wiedervereinigungsstein (dän. genforeningssten), der 1937 zum Gedenken an die Wiedervereinigung Nordschleswigs mit Dänemark 1920 aufgestellt wurde.